# Copa do Mundo de Esqui Alpino de 2010
A Copa do Mundo de Esqui Alpino de 2010 foi a 44ª edição dessa competição que se encerrou no dia 14 de março de 2010.
O campeão no masculino foi o suíço Carlo Janka, enquanto que no feminino a vencedora foi a americana Lindsey Vonn.